# New Hyde Park
New Hyde Park est une région — ,- et un « village » — située dans le comté de Nassau, sur Long Island, dans l'État de New York, aux États-Unis. Deux codes postaux, 11040-11099, servent à désigner cette zone. Le village de New Hyde Park incorporé est localisé dans les villes de Hempstead et North Hempstead. La population de New Hyde Park est estimée à 9 712 habitants, selon les statistiques de recensement en 2010. Selon le Bureau du recensement des États-Unis, la région couvre une superficie totale de 2,1 km².

## Personnalités liées à la région
- Bob Avellini (en), joueur de football professionnel
- Gary Christenson (en), joueur de baseball professionnel
- Amy Halberstadt (en), spécialiste en psychologie sociale et développementale
- Al Oerter, quatre fois médaille d'or au lancer de disque[1]
- Y. Bhekhirst (en), musicien
- Deborah Asnis, spécialiste des maladies infectieuses.